# Marcel Reich-Ranicki
Pour les articles homonymes, voir Ranicki.
Marcel Reich-Ranicki (né le 2 juin 1920 à Włocławek en Pologne et mort le 18 septembre 2013 à Francfort-sur-le-Main) est le critique littéraire allemand le plus influent de l'après-guerre. Il était surnommé le « Pape de la littérature allemande ».

## Biographie
Son père, un commerçant polonais, est ruiné en 1929 et la famille part pour Berlin. Marcel Reich (il ne prend le nom de Reich-Ranicki que plus tard) y obtient son baccalauréat en 1937 et compte entrer à l'Université Friedrich Wilhelm mais ses origines juives l'en empêchent. En 1938 il est expulsé d'Allemagne et retourne en Pologne. À partir de novembre 1940, il vit dans le ghetto de Varsovie,, travaillant comme chef interprète au Judenrat de la capitale polonaise. Reich-Ranicki écrit aussi des critiques musicales dans le journal juif Gazeta Żydowska sous le pseudonyme de Wiktor Hart. En 1943, Reich-Ranicki et sa femme Teofila réussissent à fuir le ghetto dans des conditions rocambolesques.
De 1948 à 1949, Reich-Ranicki est membre du corps diplomatique polonais à Londres. Sa biographie se fait beaucoup plus trouble sur cette période et il avouera difficilement plus tard qu'en fait il travaillait, grâce à ses connaissances linguistiques, comme espion pour le compte de la Pologne. Il siège aussi à la commission de censure polonaise. En 1958, il part vivre en Allemagne de l'Ouest.
L'hebdomadaire hambourgeois Die Zeit l'embauche comme critique littéraire entre 1960 et 1973. Il assoit sa réputation de critique littéraire par des jugements très tranchés et des mots particulièrement durs contre les auteurs qu'il n'aime pas. Parallèlement à son activité journalistique, il obtient une reconnaissance universitaire : conférencier aux États-Unis en 1968 et 1969, professeur invité aux universités suédoises de Stockholm et d'Uppsala entre 1971 et 1975 et professeur honoraire à l'université de Tübingen depuis 1974. De 1973 à 1988, Reich-Ranicki est employé comme chef de la rédaction littéraire du célèbre quotidien allemand Frankfurter Allgemeine Zeitung. C'est dans l'antre de la FAZ qu'il va commencer sa Frankfurter Anthologie, un recueil monumental de plus de 1 500 poèmes en langue allemande avec leur notice. Sous sa direction, vingt-sept volumes sortiront jusqu'en 2004.
Reich-Ranicki accède à la gloire télévisuelle en devenant le présentateur de l'émission littéraire hebdomadaire de la chaîne ZDF Das Literarische Quartett à partir de 1988. Il devient le pape de la littérature allemande, reconnu dans tous les foyers.
En 1990, Reich-Ranicki reçoit la chaire invitée Heinrich-Heine de l'université de Düsseldorf et en 1991 la chaire invitée Heinrich-Hertz de l'université de Karlsruhe.
En 1995, le critique provoque une importante polémique en Allemagne en acceptant de voir publié dans le Spiegel un photomontage où on le voit déchirer un exemplaire de Toute une histoire, roman de Günter Grass abordant le traumatisme que fut la réunification du pays pour certains Allemands de l'Est.
Le 16 juin 2001, Reich-Ranicki annonce dans l'hebdomadaire Der Spiegel qu'il va publier un Kanon de la littérature, un autre recueil des lettres allemandes, choisissant cette fois parmi les pièces de théâtre, romans, nouvelles, et même correspondances.
Reich-Ranicki s'est vu adresser de virulentes critiques de la part de nombreux écrivains allemands qui lui reprochent son intransigeance, ses jugements péremptoires, voire sa cruauté. Dans Tod eines Kritikers paru en 2002, l'écrivain Martin Walser le met en scène sous les traits d'un avatar littéraire, André Ehrl-König, qualifié d'imposteur et de despote médiatique sur le déclin. L'auteur va même jusqu'à souhaiter sa mort, n'hésitant pas à entremêler ses reproches ad hominem de diatribes qu'une partie de la presse juge antisémites. Ce pamphlet de Walser contre Reich-Ranicki fut l'origine d'une vive polémique en Allemagne.
Marcel Reich-Ranicki meurt le 18 septembre 2013 à Francfort-sur-le-Main, des suites d'un cancer de la prostate.
Andrew Ranicki, fils de Marcel Reich-Ranicki et de l'artiste Teofila Reich-Ranicki (de), est professeur de mathématiques à l'université d'Édimbourg.

## Œuvres
- Frankfurter Anthologie, 27 volumes, 1978-2004.
- Thomas Mann und die Seinen, 1987.
- Lauter Verrisse, 1993.
- Mein Leben, 1999 (traduit en français sous le titre Ma vie, éditions Grasset, 2001).
- Sieben Wegbereiter. Schriftsteller des 20.Jahrhunderts, 2002.

## Filmographie
- Mein Leben – Marcel Reich-Ranicki, téléfilm allemand, 2008/2009, 90 min, écrit par Michael Gutmann, réalisé par Dror Zahavi, produit par WDR et Katharina Trebitsch[10].

## Récompenses et distinctions
- Docteur honoris causa de l'université Humboldt de Berlin (16 février 2007)[11]
- Docteur honoris causa de l'université libre de Berlin
- Docteur honoris causa de l'université d'Utrecht
- Officier de l'ordre d'Orange-Nassau